# Afrikanska stjärnans orden
Afrikanska stjärnans orden (nederländska: Orde van de Afrikaanse Ster, franska: Ordre de l'Étoile africaine) var en belgisk riddarorden i sex klasser instiftad den 30 december 1888 av kung Leopold II i sin egenskap som härskare av Kongostaten och delades ut för tjänster till Kongo och för "främjande av afrikansk civilisation i allmänhet". Den införlivades i det belgiska ordenssystemet den 10 oktober 1908 efter Belgiens annektering av Kongostaten. Ordens motto är Travail et Progrès (franska: "arbete och utveckling"). Kungen av Belgien är dess stormästare. Även om Kongo inte längre är en belgisk koloni, anses den fortfarande vara en belgisk orden.
Orden delas ut genom ett kungligt dekret. Efter Kongos självständighet 1960 delas den inte längre ut (även om den fortfarande finns).

## Galleri

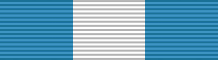
Riddare
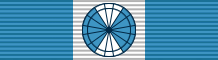
Officer
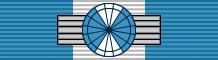
Befälhavare
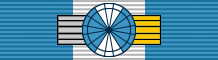
Övre befälhavare
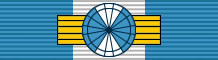
Stort kors
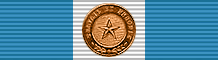
Bronsmedalj
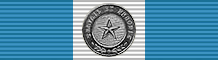
Silvermedalj
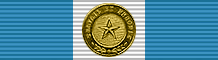
Guldmedalj